# 포스교
포스 교(Forth Bridge)는 스코틀랜드의 에든버러와 파이프를 연결하는 길이 2,528m의 교량이다. 1890년 개통하였으며, 2015년 영국의 세계유산에 등재되었다.

## 건설 배경

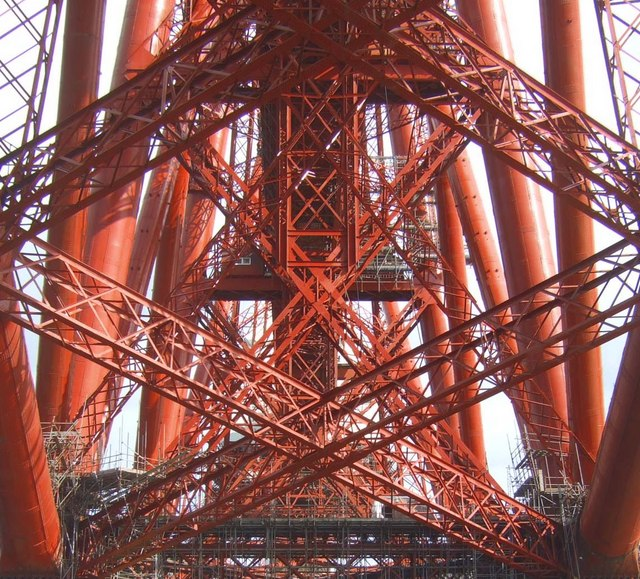
포스교의 철골 구조

19세기 영국은 산업 혁명의 성공에 힘입어 국토 전역을 잇는 철도망을 구축하기 시작하였고, 1882년 저명한 공학자인 존 파울러와 벤저민 베이커의 설계하에 스코틀랜드의 에든버러와 파이프를 연결하는 철도 교량 건설에 착수한다. 앞서 1878년 6월 1일 개통한 스코틀랜드의 태이교(Tay Bridge)는 개통 당시 세계에서 가장 긴 교량이었으나 1879년 12월, 강풍에 의해 교량이 붕괴되어 75명의 사망자가 발생하였고, 이후 건설된 포스 교는 태이교의 붕괴를 교훈삼아 과학적으로 설계되었으며 51,000t의 강철을 사용하여 견고한 교량으로 건설되었다.